# Карл Фроч
Карл Фроч (англ. Carl Froch; 2 липня 1977,Ноттінгем, Велика Британія ) — колишній британський боксер-професіонал. Бронзовий призер чемпіонату світу серед любителів. Чемпіон світу за версіями WBC (2008—2010, 2010—2011), IBF (2012—2015), WBA (2013—2015) у другій середній вазі. Фіналіст професійного боксерського турніру Super Six World Boxing Classic.

## Біографія
Фроч народився 2 липня 1977 року в Ноттінгемі. Його батьки Керол і Френк Фроч. Один дідусь Карла (по батьку) - поляк, і має німецьке коріння, а інший британець. В дитинстві Карл міріяв стати професійним футболістом, та грати за місцевий клуб Ноттінгем Форест. Фроч - шанувальник Джонні Кеша. Зустрічається з британською моделлю журнулу MAXIM Рейчел Кордінглі. З нею має двох дітей: сина Рокко та доньку Наталю. Після того, як Фроч вдруге побив Джорджа Грувза, він привселюдно на ринзі зробив пропозицію своїй коханій. Фроч прихильник Нотінгем Форест, часто перед своїми боями він проводить свої тренування на базі цього клубу.
Літом 2015 оголосив про завершення кар'єри та про початок роботи на телеканалі «Sky Sport»

## Любительська кар'єра
Боксом почав займатися у рідному Ноттінгемі у віці дев'яти рокі. На любительському ринзі двічі ставав чемпіоном Великої Британії у 1999 і 2001 роках. На чемпіонаті Європи 2000 програв у першому бою Степану Божичу (Хорватія). Найбільшим його досягненням стала бронза чемпіонату світу 2001 року в Белфасті.
- В 1/16 фіналу переміг Вугара Алекперова (Азербайджан) — 21-12
- В 1/8 фіналу переміг Антоніоса Гіанноулоса (Греція) — 27-14
- В чвертьфіналі переміг Ладіслава Кутіла (Чехія) — 28-14
- В півфіналі програв Андрію Гоголєву (Росія) — 16-28

## Професійна кар'єра

### Фроч проти Паскаля
Перший бій за титул чемпіона світу Карл Фроч провів проти непереможного канадійця з гаїтянським корінням Жана Паскаля. На кону стояв вакантний титул чемпіона WBC у другій середній вазі. Бій відбувся 6 грудня 2008 року на території британця.
Поєдинок почався дуже активно, з великою кількістю обмінів включно до п'ятого раунду. Ближче до середини темп знизився. Фроч краще використовував свій джеб, а Паскаль у свою чергу ловив суперника правою рукою, враховуючи низько опущену ліву руку опонента. У дев'ятому раунді британець міг завершити бій достроково, оскільки Паскалю заважала отримана гематома. Однак канадієць встояв, і вже сам міг розраховувати на перемогу, через велику втому Фроча та розсічення над лівим оком суперника. Бій так і пройшов усю дистанцію, і судді одноголосно віддали перемогу Карлу Фрочу 116-112, 117-111, 118-110. Паскаль зазнав першої поразки у кар'єрі.

### Фроч проти Ворда
Бій відбувся в рамках турніру Super Six World Boxing Classic. Карл у фіналі зусрічався з непереможним американцем Андре Вордом, на кону стояли титули чемпіона WBC, WBA, The Ring. Перші сім раундів перевага була на стороні американця, він успішно використовував свій джеб, щоб нейтралізувати Фроча. Ворд якісно прибавив у швидкості, чого не очікував британець і не міг нічого протипоставити. Лише в пізніх раундах коли Андре трохи збавив обороти Карл зумів витягнути декілька раундів. Загалом перемога Ворда не викликала сумнівів, він і переміг одноголосним рішенням суддів: 115-113, 115-113, 118-110. Фроч втратив свій титул WBC і зазнав другої поразки в кар'єрі.